# Etnorganologia
La Etnorganologia è una branca della etnomusicologia che si occupa di strumenti musicali popolari o etnici. Ogni cultura della terra, di oggi o del passato, ha utilizzato oggetti in grado di produrre suono in maniera organizzata e definita in base ai propri codici culturali musicali. Ciò implica la contemporanea presenza di oggetti e strumenti musicali simili o identici all'interno di numerose culture, strumenti che hanno nomi differenti (vari significanti, ma stesso significato).
Per poter catalogare e studiare più agevolmente gli strumenti musicali sono state proposte, proprio dagli etnorganologi delle classificazioni organologiche. Ad esempio quella proposta nel 1914 da Erich Moritz von Hornbostel e Curt Sachs, nota come classificazione Hornbostel-Sachs, suddivide i produttori di suono organizzato in Aerofoni, Cordofoni, Membranofoni, Idiofoni.